# Про шестикутні сніжинки

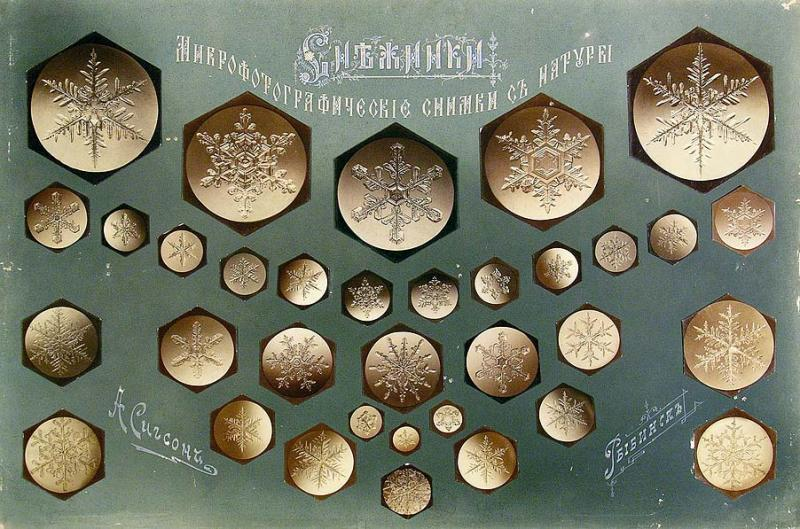
Фото сніжинок на рекламному плакаті російського фотохудожника Сігсон Андрій Андрійович, рубіж XIX—XX століть

«Про шестикутні сніжинки» (лат. Strena, seu de nive sexangula) — невеликий трактат Йоганна Кеплера, присвячений спробі відповісти на питання про причини шестикутної форми сніжинок. Попри те, що остаточної відповіді на поставлене запитання автор не дає, ця праця справила значний вплив на розвиток науки і вважається початковою точкою в розвитку кристалографії.

## Загальний опис
Після жартівливої присвяти своєму покровителю в Празі Йогану Матвію Вакеру фон Вакенфельсу, раднику імператора Рудольфа II, якому Кеплер як новорічний подарунок (лат. strena) збирається подарувати з нагоди закінчення 1610 року «Ніщо», автор формулює тему свого твору: «оскільки … сніжинки мають форму шестикутної зірки, то на те має бути певна причина. Бо якщо це випадковість, то чому не буває п'ятикутних або семикутних сніжинок»? Зразу встановивши, що причина цього явища не може походити з властивостей речовини, а є наслідком дії на нього «начал», Кеплер переходить до аналізу деяких відомих йому регулярних просторових структур, що зустрічаються в природі, — бджолиних стільників, зерен граната і горошини у стручку, після чого формулює твердження, відоме нині як гіпотеза Кеплера. Ця гіпотеза покликана пояснити щільне розташування зерен у плоді граната, причиною ж шестикутної форми основи бджолиного стільника є, на думку Кеплера, те, що серед фігур, якими можна замостити площину без зазору, шестикутник має найбільшу площу. Крім геометричних, Кеплер знаходить і суто природні причини для такої форми стільника.
Продовжуючи свій аналіз числових закономірностей у природі, Кеплер зазначає, що у числа 5, послідовності Фібоначчі і золотого перетину також є природні аналоги. У всіх цих випадках Кеплер припускає наявність деяких причин, які впорядковують природні об'єкти найекономнішим чином. Причиною для утворення форми сніжинок він визначає холод. Однак таке пояснення не дозволяє відповісти на питання, чому променів сніжинок саме шість, і чому вони розташовані в одній площині, а не розподілені рівномірно по поверхні сфери, що було б природно, враховуючи, що тепло поширюється по всіх напрямах. Враховуючи ізотропність простору і висловлені вище міркування про пакування куль, Кеплер припускає, що в момент утворення частинки снігу розташовані в кубічному порядку.
Проте, чому променів саме шість, і як це пов'язано з наявністю шести напрямків у тілах тварин, залишається не ясним. Завершує свою працю Кеплер різними метафізичними міркуваннями про дух Землі, які також не дають відповіді, емпіричною класифікацією сніжинок і різними спостереженнями з галузі ботаніки і мінералогії, які могли б надати допомогу наступним поколінням учених.

## Наукове значення
На думку В. І. Вернадського, ця невелика праця Кеплера є «першою науковою роботою в кристалографії». Цю точку зору поділяв І. І. Шафрановский, за словами якого, цей твір є «першим власне кристалографічним трактатом, що свідчить про пріоритет Кеплера в галузі теоретичної кристалографії».

## Видання
- Ioannis Kepleri S. C. Maiest. Mathematici Strena Seu De Niue Sexangula. — Francofurti ad Moenum : apud Godefridum Tampach, 1611.
- И. Кеплер. О шестиугольных снежинках / Пер. с латинского Ю. А. Данилова. — М. : Наука, 1982. — 192 с. — (Популярные произведения классиков естествознания) — 100000 прим.